# Veltins-Arena
A Veltins-Arena (também conhecida como Arena AufSchalke), é um estádio em Gelsenkirchen, Alemanha que foi inaugurado em 2001 como a nova casa do clube de futebol FC Schalke 04 da Bundesliga. Para partidas da Bundesliga, tem a capacidade para 61.481 espectadores, com aproximadamente 45.000 sentados. Para partidas internacionais, sua capacidade com todos sentados é de 53.473. O estádio, que recebeu a final da Liga dos Campeões da UEFA em 2004, foi uma das sedes da Copa do Mundo de 2006. Em Julho de 2005, o nome do estádio mudou para Veltins Arena devido a um contrato de naming rights com uma cervejeira alemã.

## Um estádio moderno

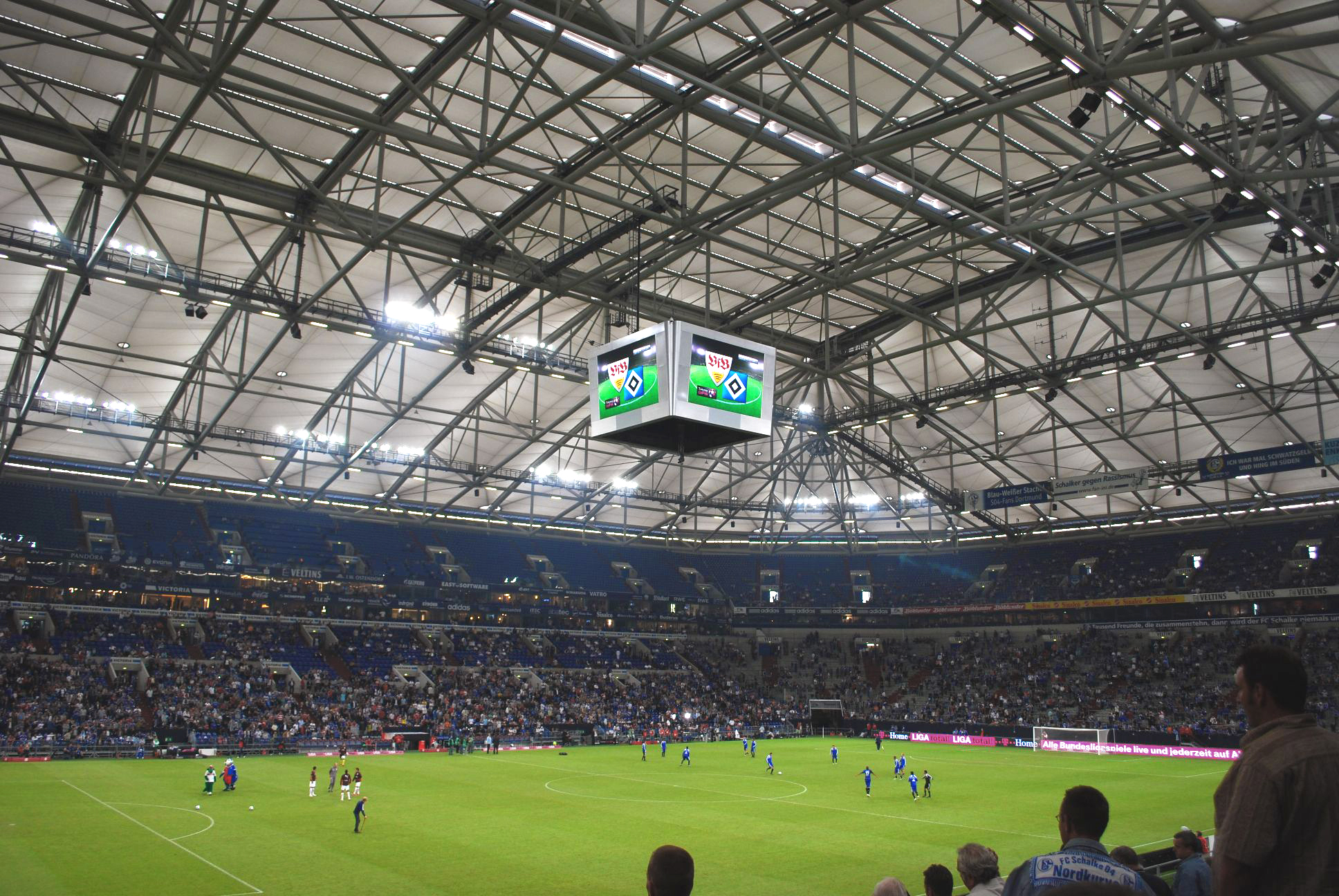
Interior do estádio

Este é um dos estádios mais inovadores construídos nos anos recentes. Tem um teto retrátil, e apresenta um relvado que desliza para dentro e para fora do estádio, conforme a necessidade. O relvado deslizante resolve o problema de manter a relva viva em um estádio coberto e também permite que o estádio seja usado para eventos não relacionados ao desporto como shows sem prejudicar o campo. Também é conhecido por seu duto de cerveja com o comprimento de 5 km que liga a cervejaria ao estádio.
O conceito de um relvado deslizante sob um teto móvel foi utilizado com sucesso anteriormente no GelreDome em Arnhem (Holanda), estádio do Vitesse Arnhem), em 1998. Mais tarde, um relvado que desliza foi usado no Sapporo Dome no Japão, construído para a Copa do Mundo de 2002 e atualmente usado para partidas de beisebol e futebol; contudo, o Sapporo Dome tem um teto fixo.
O University of Phoenix Stadium localizado nos subúrbios de Phoenix, Arizona (Estados Unidos) para o Arizona Cardinals da NFL é mais parecido com o Arena AufSchalke, já que apresenta tanto um teto retrátil quanto um relvado deslizante.

## Jogos da Copa do Mundo de 2006
| Data        | Equipe #1      | Placar                     | Equipe #2           | Grupo            |
| ----------- | -------------- | -------------------------- | ------------------- | ---------------- |
| 9 de junho  | Polónia        | 0 – 2                      | Equador             | Grupo A          |
| 12 de junho | Estados Unidos | 0 – 3                      | Tchéquia            | Grupo E          |
| 16 de junho | Argentina      | 6 – 0                      | Sérvia e Montenegro | Grupo C          |
| 21 de junho | Portugal       | 2 – 1                      | México              | Grupo D          |
| 1 de julho  | Inglaterra     | 0 – 0 (1 - 3 nos Pênaltis) | Portugal            | Quartas-de-final |

## Eurocopa de 2024
O estádio sediou os seguintes jogos da Campeonato Europeu de Futebol de 2024.
| Data        | Hora  | 1ª equipe  | Placar      | 2ª equipe  | Fase             | Público |
| ----------- | ----- | ---------- | ----------- | ---------- | ---------------- | ------- |
| 16 de junho | 21:00 | Sérvia     | 0 – 1       | Inglaterra | Grupo C          | 48.953  |
| 20 de junho | 21:00 | Espanha    | 1 – 0       | Itália     | Grupo B          | 49.528  |
| 26 de junho | 21:00 | Geórgia    | 2 – 0       | Portugal   | Grupo F          | 49.616  |
| 30 de junho | 18:00 | Inglaterra | 2 – 1 (pro) | Eslováquia | Oitavas de final | 47.244  |